# Problema del quadrato inscritto

Esempio: la curva in colore nero attraversa i vertici e il perimetro di vari quadrati evidenziati in blu.

Il problema del quadrato inscritto, noto anche come congettura di Toeplitz, è una questione della geometria ad oggi non risolta, che consiste in questo interrogativo: "ogni curva piana chiusa semplice (non intrecciata) contiene i quattro vertici di un quadrato?". È risaputo che questo è vero se la curva è convessa oppure liscia, o in altri casi particolari. Il problema fu posto per la prima volta da Otto Toeplitz nel 1911. Alcuni risultati positivi furono raggiunti da Arnold Emch e Lev Schnirelmann. Al 2015, la questione rimane ancora aperta.

## Formulazione del problema
Sia C una curva di Jordan. Un poligono P si dice inscritto in C se tutti i vertici di P appartengono a C. Il problema del quadrato inscritto è allora il seguente:
Ogni curva di Jordan ammette un quadrato inscritto?
Non è richiesto che i vertici del quadrato appartengano alla curva in qualche ordine particolare.

## Esempi
La circonferenza o il quadrato ammettono un numero infinito di quadrati inscritti. Se C è un triangolo ottusangolo, esso ammette esattamente un solo quadrato inscritto; i triangoli rettangoli ne contengono due; i triangoli acutangoli contengono tre quadrati inscritti.

## Casi risolti
Un approccio ad una possibile soluzione del problema del quadrato inscritto consiste nel dimostrare che una classe particolare di curve ben-formate contiene sempre un quadrato inscritto, e quindi nell'approssimare una curva arbitraria con una successione di queste curve speciali, per poi inferire che esiste un quadrato inscritto come limite dei quadrati inscritti nelle curve che compongono la successione. Un motivo per il quale questo tipo di approccio non è ancora giunto ad una conclusione definitiva, è il fatto che il limite è un punto, e non un quadrato. Nonostante ciò, non sono noti casi particolari di curve che non contengono un quadrato.

## Curve ibride
Arnold Emch (1916) mostrò che una curva ibrida, definita da un insieme di sotto-funzioni operanti in intervalli del dominio della funzione principale, possiede sempre un quadrato inscritto. Questo è vero in particolare per i poligoni. La dimostrazione di Emch prende in considerazione il punto medio del segmento di linea secante la curva, parallelo ad una linea data. Egli dimostra che, quando queste curve sono fatte intersecare con quelle generate nel solito modo per una famiglia di secanti perpendicolare alla linea data, il numero di intersezioni risultante è pari. Ne segue che esiste sempre un vertice, che è il centro di un rombo inscritto nella curva data. Ruotando con continuità le due linee perpendicolari per un angolo retto, e applicando il teorema dei valori intermedi, egli dimostra che almeno uno di questi rombi è un quadrato.

### Curve localmente monotone
Stromquist dimostrò che ogni curva piana semplice localmente monotona ammette un quadrato inscritto. La condizione di essere localmente monotona è la seguente: per ogni punto p, la curva C può essere localmente rappresentata come il grafico di una funzione y = f(x). Più precisamente, per ogni punto p su C esiste un intorno U e una direzione n (la direzione dell'asse y) tale che nessuna corda di C in questo intorno U è parallela a n. Le curve localmente monotone comprendono i poligoni, tutte le curve convesse chiuse e le curve lisce ibride di classe {\displaystyle C^{1}} (cioè differenziabili una volta in almeno un punto dell'insieme) prive di cuspidi.

### Curve prive di trapezoidi speciali
Una condizione ancora più debole sulla curva di monotonia locale è che, per alcuni ε > 0, la curva non ha inscritti trapezi speciale di "grandezza" ε. Un trapezio speciale è un trapezio isoscele con tre lati uguali, ciascuno più lungo del quarto lato, inscritto nella curva con un ordine dei vertici uguale alla loro disposizione in senso orario nella curva stessa. La sua "grandezza" è la lunghezza della parte della curva che si estende intorno ai tre lati uguali. Questa lunghezza è misurata nel dominio di una fissata parametrizzazione della curva, poiché essa potrebbe non essere rettificabile. Invece dell'argomento del limite, la dimostrazione è basata sulla relativa teoria dell'ostruzione. Questa condizione corrisponde a un sottoinsieme aperto e denso nello spazio di tutte le curve di Jordan rispetto alla topologia degli aperti compatti. In questo senso il problema del quadrato inscritto è risolto per una curva generica.

### Curve in una corona circolare
Se una curva di Jordan è inscritta in una corona circolare il cui raggio più esterno è pari al massimo {\displaystyle 1+{\sqrt {2}}} volte il suo raggio interno, ed è disegnata in modo tale da separare la circonferenza della corona interna da quella esterna (senza punti di intersezione), allora essa contiene un quadrato inscritto. In questo caso, i quadrati più grandi inscritti che contengono il centro della corona sono topologicamente separati dai quadrati più piccoli inscritte non contenenti il centro. Il limite di una serie di grandi quadrati deve essere nuovamente un grande quadrato, piuttosto che un punto degenere, cosicché l'argomento del limite può essere applicato.

### Curve simmetriche
La risposta affermativa al problema del quadrato inscritto è nota anche per le curve simmetriche rispetto al centro, comprese anche quelle non ben-formate come la curva di Koch.

## Varianti e generalizzazioni
Uno potrebbe domandarsi se altre forme possono essere inscritte in una curva di Jordan. È noto che per ogni triangolo T e curva di Jordan C, esiste un triangolo similare a T inscritto in C. Inoltre l'insieme dei vertice di questo triangolo è denso su C. In particolare, esiste sempre un triangolo equilatero inscritto. È altresì noto che ogni curva di Jordan ammette un rettangolo inscritto.
Alcune generalizzazione del problema del quadrato inscritto prendono in considerazione i poligoni inscritti nelle curve e, ancora più in generale, il continuum (spazio metrico convesso compatto non vuoto) in spazi a più dimensioni di quello euclideo. Ad esempio, Stromquist ha dimostrato che ogni curva chiusa continua in Rn che soddisfi la Condizione A per cui non esistono due corde perpendicolari di C in un intorno opportuno, ammette un quadrilatero inscritto avente due lati uguali e due diagonali uguali. Questa classe di curve include tutte le curve di classe {\displaystyle C^{2}}.
Nielsen e Wright hanno dimostrato che ogni K continuo in Rn contiene molteplici rettangoli inscritti. H.W. Guggenheimer ha dimostrato che ogni ipersuperficie C³-diffeomorfa rispetto alla n-sfera Sn−1 contiene 2n vertici di un n-cubo euclideo regolare.